# Kanton Coulanges-sur-Yonne
Der Kanton Coulanges-sur-Yonne war bis 2015 ein französischer Kanton im Arrondissement Auxerre im Département Yonne und in der Region Burgund; sein Hauptort war Coulanges-sur-Yonne. Vertreter im Generalrat des Départements war zuletzt von 2001 bis 2015 Maurice Bramoulle (UMP/PCD). 

## Gemeinden
Der Kanton bestand aus zehn Gemeinden:
| Gemeinde                | Einwohner Jahr | Fläche km² | Bevölkerungsdichte | Code INSEE | Postleitzahl |
| ----------------------- | -------------- | ---------- | ------------------ | ---------- | ------------ |
| Andryes                 | 443 (2013)     | 29,79      | 15 Einw./km²       | 89007      | 89480        |
| Coulanges-sur-Yonne     | 561 (2013)     | 10,58      | 53 Einw./km²       | 89119      | 89480        |
| Crain                   | 393 (2013)     | 9,9        | 40 Einw./km²       | 89129      | 89480        |
| Étais-la-Sauvin         | 663 (2013)     | 44,79      | 15 Einw./km²       | 89158      | 89480        |
| Festigny                | 79 (2013)      | 5,56       | 14 Einw./km²       | 89164      | 89480        |
| Fontenay-sous-Fouronnes | 73 (2013)      | 12,34      | 6 Einw./km²        | 89177      | 89660        |
| Lucy-sur-Yonne          | 151 (2013)     | 8,19       | 18 Einw./km²       | 89234      | 89480        |
| Mailly-le-Château       | 579 (2013)     | 37,28      | 16 Einw./km²       | 89238      | 89660        |
| Merry-sur-Yonne         | 214 (2013)     | 23,66      | 9 Einw./km²        | 89253      | 89660        |
| Trucy-sur-Yonne         | 143 (2013)     | 8,31       | 17 Einw./km²       | 89424      | 89460        |

## Bevölkerungsentwicklung
| 1962 | 1968 | 1975 | 1982 | 1990 | 1999 | 2006 |
| ---- | ---- | ---- | ---- | ---- | ---- | ---- |
| 3774 | 3478 | 3354 | 3283 | 3266 | 3244 | 3330 |